# Andrea Cistana
Andrea Cistana (Brescia, 1997. április 1. –) olasz labdarúgó, a Brescia játékosa.

## Pályafutása
A Brescia akadémiáján nevelkedett, majd a 2014–15-ös szezonban néhány alkalommal az első csapatban a kispadon kapott lehetőséget. A 2016–17-es szezont kölcsönben a negyedosztályú Ciliverghe Mazzano csapatánál töltötte. 2018. január 31-én ismét kölcsönbe került, a harmadosztályú Prato csapatához a szezon végéig. Február 18-án mutatkozott be a Carrarese csapata ellen Daniele Ghidotti cseréjeként az 54. percben. A kölcsönből való visszatérését követően 2021-ig hosszabbított szerződést a Brescia csapatával.
2018. szeptember 15-én debütált a Brescia első csapatában a Pescara elleni másodosztályú bajnoki mérkőzésen. 2019. augusztus 25-én mutatkozott be az első osztályban a Cagliari Calcio elleni mérkőzésen. Szeptember 15-én első gólját szerezte meg a Seria A-ban és a Brescia csapatában is a Bologna klubja ellen.

## Statisztika
2020. február 9-én frissítve.
| Klub               | Szezon         | Bajnokság      | Bajnokság | Bajnokság | Kupa  | Kupa  | Nemzetközi | Nemzetközi | Összesen | Összesen |
| Klub               | Szezon         | Bajnokság      | Mérk.     | Gólok     | Mérk. | Gólok | Mérk.      | Gólok      | Mérk.    | Gólok    |
| ------------------ | -------------- | -------------- | --------- | --------- | ----- | ----- | ---------- | ---------- | -------- | -------- |
| Brescia            | 2014–15        | Serie B        | 0         | 0         | 0     | 0     | —          | —          | 0        | 0        |
| Brescia            | 2015–16        | Serie B        | 0         | 0         | 0     | 0     | —          | —          | 0        | 0        |
| Brescia            | 2016–17        | Serie B        | 0         | 0         | 0     | 0     | —          | —          | 0        | 0        |
| Brescia            | 2018–19        | Serie B        | 30        | 0         | 0     | 0     | —          | —          | 30       | 0        |
| Brescia            | 2019–20        | Serie A        | 21        | 1         | 0     | 0     | —          | —          | 21       | 1        |
| Brescia            | 2020–21        | Serie B        | 0         | 0         | 0     | 0     | —          | —          | 0        | 0        |
| Brescia            | Összesen       | Összesen       | 51        | 1         | 0     | 0     | 0          | 0          | 51       | 1        |
| Ciliverghe Mazzano | 2017–18        | Serie D        | 28        | 1         | 0     | 0     | —          | —          | 28       | 1        |
| Ciliverghe Mazzano | Összesen       | Összesen       | 28        | 1         | 0     | 0     | 0          | 0          | 28       | 1        |
| Prato              | 2017–18        | Serie C        | 10        | 0         | 0     | 0     | —          | —          | 10       | 0        |
| Prato              | Összesen       | Összesen       | 10        | 0         | 0     | 0     | 0          | 0          | 10       | 0        |
| Karrier összes     | Karrier összes | Karrier összes | 89        | 2         | 0     | 0     | 0          | 0          | 89       | 2        |

## Sikerei, díjai
- Brescia
  - Seria B : 2018–19